# Liste der Naturdenkmale in Malborn
Die Liste der Naturdenkmale in Malborn nennt die im Gemeindegebiet von Malborn ausgewiesenen Naturdenkmale (Stand 11. März 2024).

## Naturdenkmale
| Nr.         | Bezeichnung      | Lage                                                              | Beschreibung                                                                    | Bild                                    |
| ----------- | ---------------- | ----------------------------------------------------------------- | ------------------------------------------------------------------------------- | --------------------------------------- |
| ND-7231-467 | Bruch Hahnenborn | Thiergarten, östlich des Ortes; Abteilung Bistumswald Lage        | Quellmoor; flächenhaftes Naturdenkmal                                           | Direkt Bild zu diesem Denkmal hochladen |
| ND-7231-523 | Narzissenwiese   | Thiergarten, südöstlich des Ortes; Flur Gegen den Mühlenberg Lage | großflächiger Bestand von Narcissus pseudonarcissus; flächenhaftes Naturdenkmal | Direkt Bild zu diesem Denkmal hochladen |